# The Racer's Group

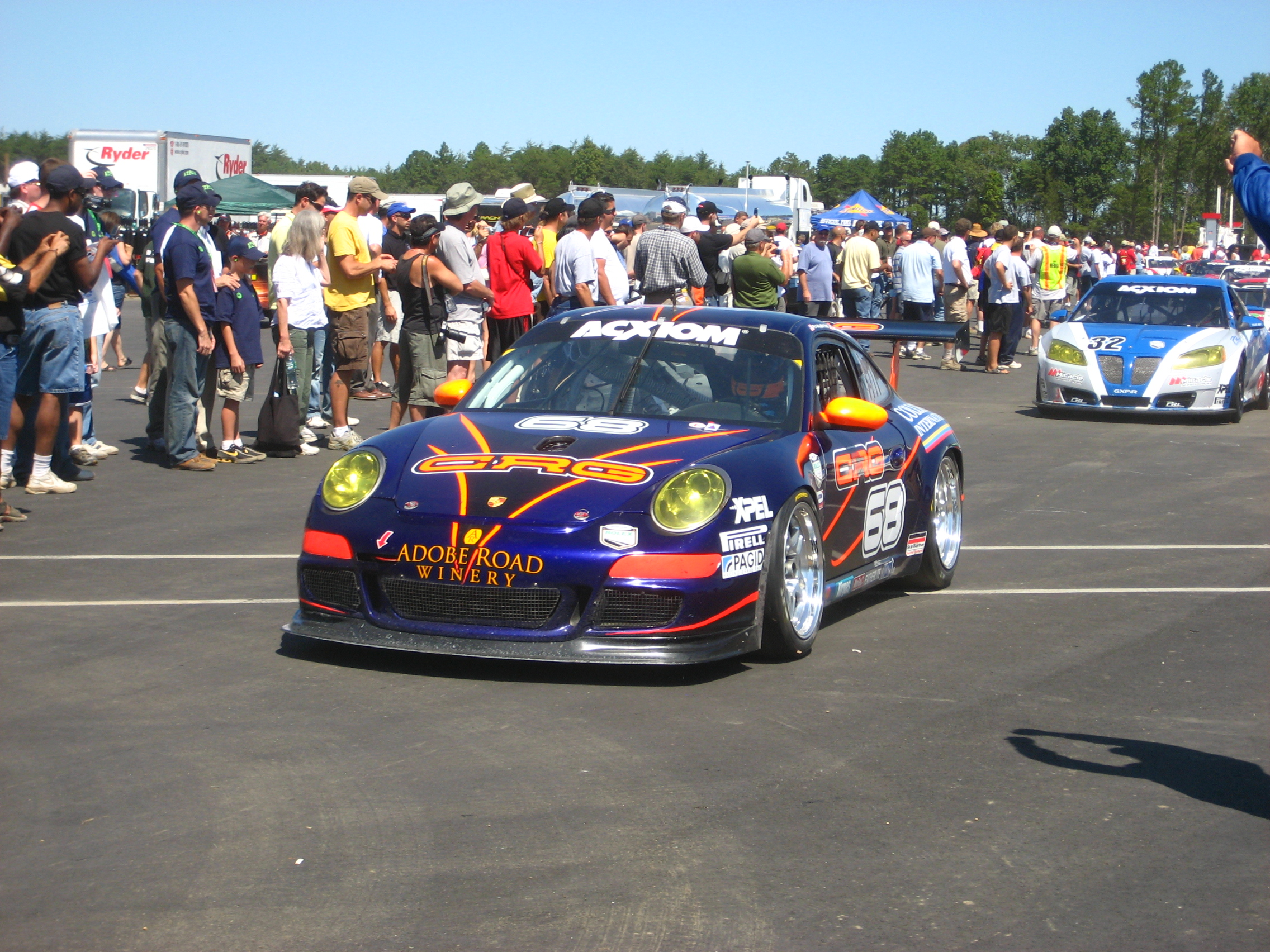
La Porsche 68 utilisée en Grand-Am en 2008

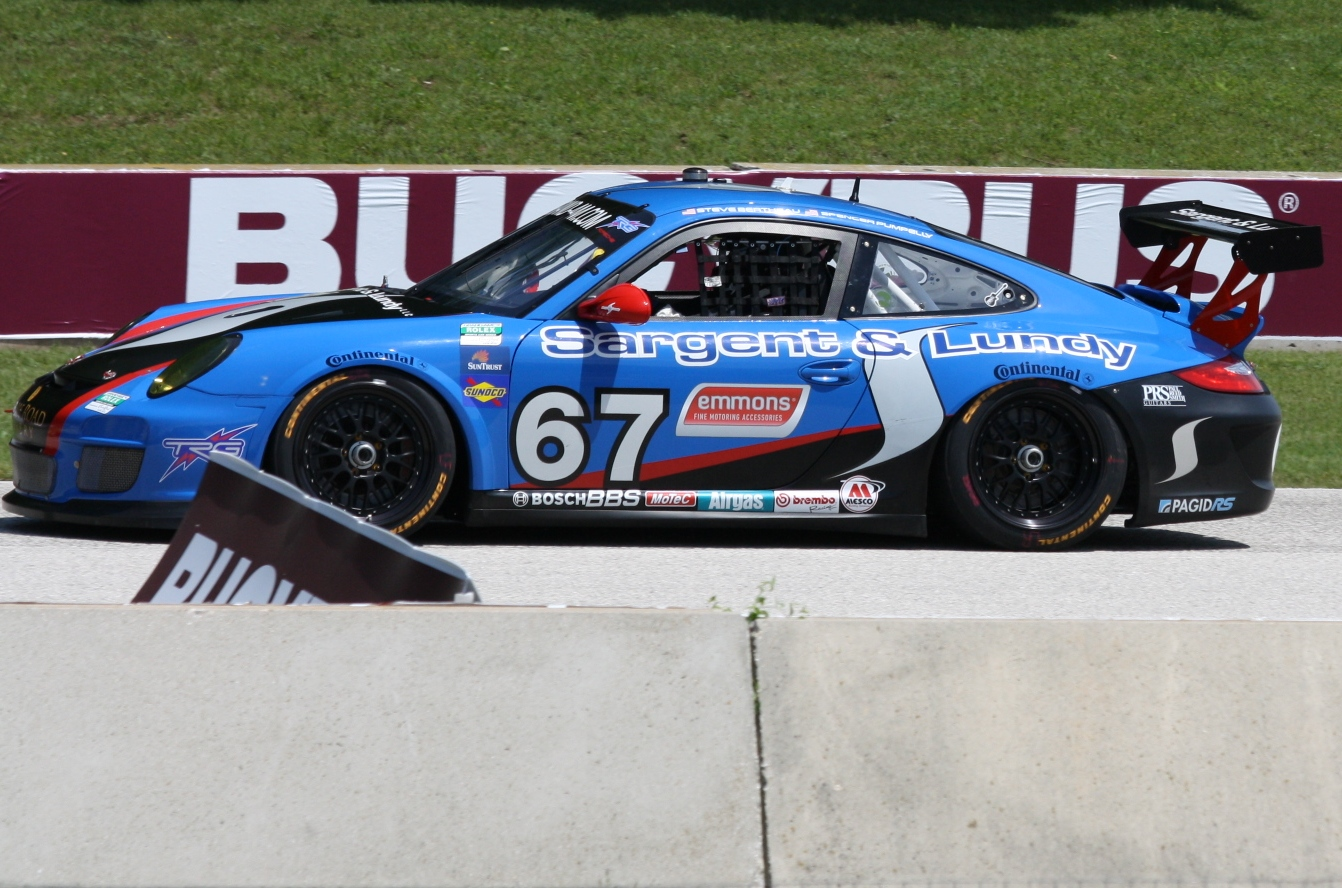
La Porsche 67 utilisée en Grand-Am en 2011

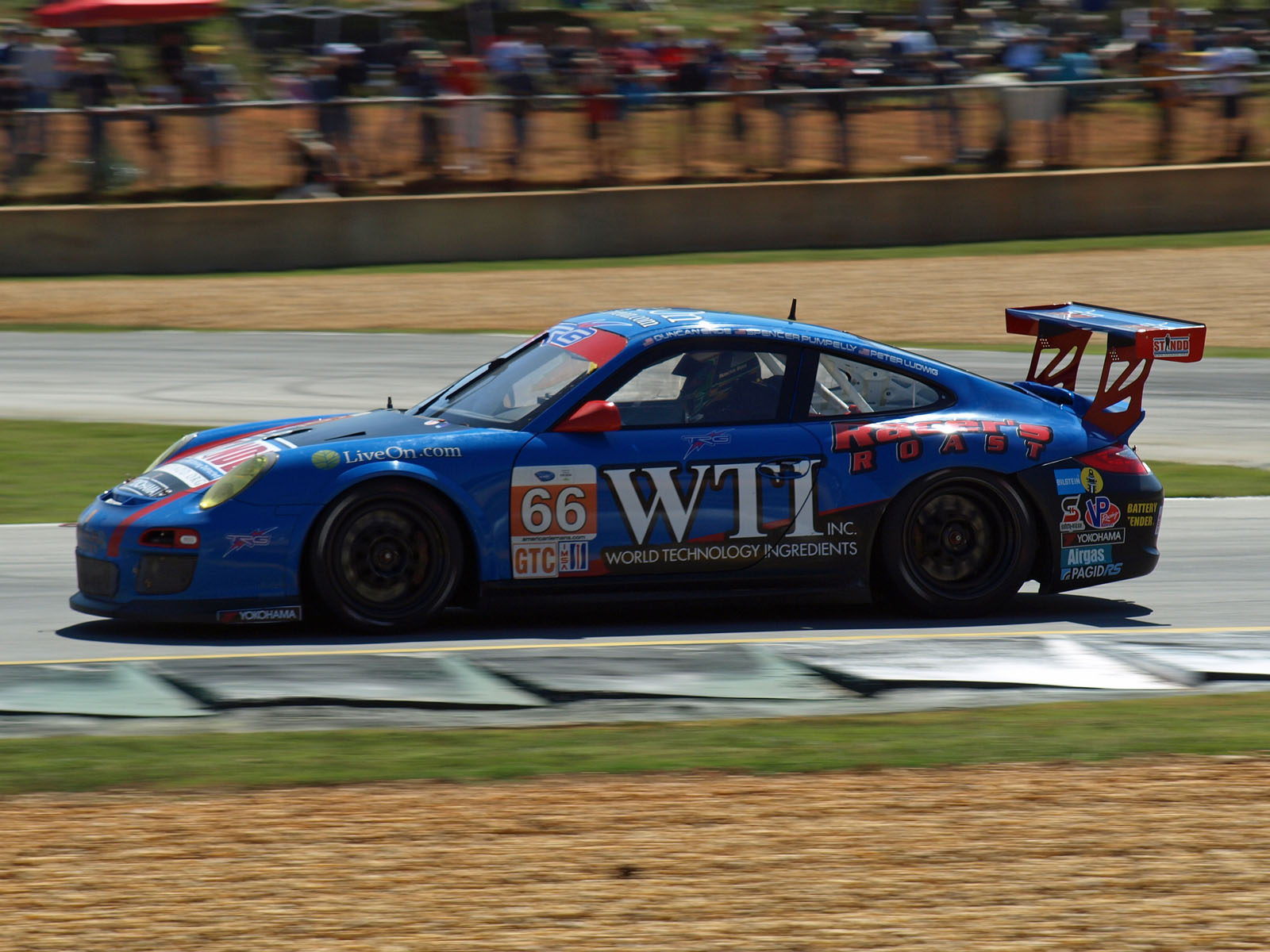
La Porsche 66 utilisée au Petit Le Mans en 2011

The Racer's Group (ou TRG) est une écurie de course automobile américaine basée à Petaluma (Californie) et détenue par Kevin Buckler et sa femme Debra. Elle participe aux championnats NASCAR Sprint Cup Series, Camping World Truck Series, American Le Mans Series et Rolex Sports Car Series.

## Palmarès
- 24 Heures de Daytona
  - Vainqueur de la catégorie GT en 2002, 2009 et 2011
  - Vainqueur en 2003 avec Kevin Buckler, Michael Schrom, Timo Bernhard et Jörg Bergmeister (Vainqueur au général avec une voiture de catégorie GT)

- Rolex Sports Car Series
  - Champion pilotes de la catégorie GT avec Andy Lally et Marc Bunting en 2004 et 2006

- 24 Heures du Mans
  - Vainqueur en 2002 de la catégorie GT avec Kevin Buckler, Lucas Luhr et Timo Bernhard

- Petit Le Mans
  - Vainqueur en 2010 de la catégorie GTC avec Henri Richard, Andy Lally et Duncan Ende.

- Porsche Cup[1]
  - Vainqueur avec Kevin Buckler en 2002

## Pilotes
- Jörg Bergmeister
- Timo Bernhard
- Andy Lally
- Lucas Luhr